# 7983 Festin
7983 Festin è un asteroide della fascia principale. Scoperto nel 1980, presenta un'orbita caratterizzata da un semiasse maggiore pari a 2,1612261 au e da un'eccentricità di 0,0381725, inclinata di 1,89691° rispetto all'eclittica.
L'asteroide è dedicato all'astronomo svedese Leif Festin.